# Правительство Колумбии
Совет министров Колумбии — высший орган исполнительной власти Колумбии при президенте страны.

## Руководители страны
- Президент — Иван Дуке Маркес (исп. Iván Duque Márquez).
- Вице-президент — Марта Люсия Рамирес (исп. German Vargas Lleras).